# Daniel Hamburg
Daniel Hamburg (ur. 6 października 1948 w Saint Louis) – amerykański polityk, członek Partii Demokratycznej.

## Działalność polityczna
W okresie od 3 stycznia 1993 do 3 stycznia 1995 przez jedną kadencję był przedstawicielem 1. okręgu wyborczego w stanie Kalifornia w Izbie Reprezentantów Stanów Zjednoczonych.